# Louky (Karviná)
Louky (polsky Łąki nad Olzą, německy Lonkau) jsou část okresního města Karviná, v jehož jižní části se nachází. Prochází zde silnice I/67. V roce 2009 zde bylo evidováno 138 adres. V roce 2001 zde trvale žilo 453 obyvatel.

## Historie
První zmínka o obci je z roku 1450 jako Lanky. Obec byla součásti Těšínského knížectví, od roku 1526 v důsledku získání českého trůnu Habsburky společně s regionem až do roku 1918 patřila habsburské monarchii. Není známo, kdy byl v obci postaven první kostel, ale již v roce 1654 je záznam  o dřevěném chrámu. Kvůli častým záplavám byl v roce 1818 postaven nový zděný kostel zasvěcený sv. Barboře. Za svou prosperitu obec vděčila příznivému umístění mezi dvěma důležitými městy: Těšínem a Fryštátem. Obyvatelé se zabývali hlavně chovem ryb v nedalekých rybnících. Podle rakouského sčítání lidu v roce 1910 měly Louky 1792 obyvatel, z toho 1786 bylo trvale přihlášených, 1749 (97,9 %) bylo polsky, 20 (1,1 %) německy a 17 (1 %) česky mluvících, 1687 (94,1 %) bylo katolíků, 68 (3,8 %) evangelíků, 10 židů a 27 lidí jiného vyznání. Po rozdělení Těšínska se obec stala součástí Československa. V roce 1938 byla připojena krátce k Polsku, za druhé světové války patřila nacistickému Německu. Po válce se stala součástí obnoveného Československa. Louky jsou klasickým příkladem obce poškozené těžbou. Centrum obce bylo původně umístěno severně od dnešní osady. Intenzivní těžba uhlí zničila původní zástavbu. Celá oblast byla poddolována, objevily se nové rybníky, zvýšila se hladina vody, nahromadil se důlní odpad. To vše zničilo charakter staré vesnice. Téměř všechny domy se zhroutily a vesnice byla zbořena. Dnes stojí jen starý kostel sv. Barbory, je však nestabilní a je jen otázkou času, než se zhroutí. Současná vesnice se nachází jižně od původního centra v části Zátiší a je mnohem menší. Byl zde postaven nový katolický kostel sv. Barbory ve tvaru slzy jako symbol smutku bývalých rodáků za svým domovem.
Louky leží v katastrálním území Louky nad Olší o rozloze 9,89 km². Výpravní budovu nádraží Louky nad Olší postavila v roce 1897 Košicko-bohumínská dráha (KBD), v roce 1910 byla rozšířena o přízemní přístavbu čekárny. Současný stav budovy pochází z let 1961-1963 po rekonstrukci v rámci výstavby přeložky tratě Dětmarovice - Karviná hlavní nádraží - Louky nad Olší. Budova je jedinou dochovanou památkou na KBD v okrese Karviná a jedna ze čtyř stále sloužících svému účelu na území České republiky.[zdroj⁠?!]